# Dru Lavigne
Dru Lavigne (* 20. Jahrhundert) ist eine Netzwerk- und Systemadministratorin, Ausbilderin im IT-Bereich und Verfasserin zahlreicher IT-bezogener Publikationen. Zudem ist sie für einige Organisationen im BSD-Bereich tätig.
Sie nutzt seit 1997 FreeBSD und schrieb einige BSD-Bücher. Sie hat Erfahrung von mehr als einem Jahrzehnt im Administrieren und Schulen von NetWare-, Microsoft-, Cisco-, Check-Point-, SCO-, Solaris-, Linux- und BSD-Systemen.

## Berufsleben
Sie war Gründerin und von 2007 bis 2010 Editor-in-Chief (Chefherausgeber) von Open Source Business Resource (OSBR), einer kostenfreien, monatlich erscheinenden Veröffentlichung, die Themen zu Open Source und Kommerzialisierung von Open Source behandelte und die inzwischen in Technology Innovation Management Review aufgegangen ist.
Sie ist Gründerin und seit 2005 Vorsitzende der BSD Certification Group Inc. einer non-profit-Organisation zum Entwickeln und Verwalten eines Standards zum Zertifizieren von BSD-Systemadministratoren.
Seit 22. Januar 2013 ist sie Mitglied der doc-Committer-Gruppe des FreeBSD-Projekts.
Lavigne ist seit 2009 eine Direktorin der FreeBSD Foundation. Seit 2010 ist sie Community-Managerin und Verfasserin von Dokumentationen bei iXsystems.
Häufig ist sie auf einer BSDCon persönlich anzutreffen. BSDCons sind BSD-Konferenzen, von denen mehrere pro Jahr in unterschiedlichen Teilen der Welt stattfinden.

## Publikationen
Als Autorin schrieb Lavigne für O’Reilly, TechRepublic, DNSStuff und OpenLogic.
Sie schrieb mit an Linux Hacks und Hacking Linux Exposed und ist Autorin von BSD Hacks und The Best of FreeBSD Basics. Ihr drittes und neuestes Buch The Definitive Guide to PC-BSD wurde im März 2010 veröffentlicht.
Lavigne schrieb den häufig gelesenen Blog A Year in the Life of a BSD Guru auf Toolbox.com.
Im Rahmen ihrer Tätigkeit bei iXsystems ist sie in die Dokumentation des PC-BSD-Projektes und des FreeNAS-Projektes involviert. Laut eigener Aussage schreibt sie für diese Projekte pro Jahr in etwa so viel wie für drei 300 Seiten umfassende Bücher.